# Aleksander Kuc (reżyser)
Aleksander Kuc (ur. 24 lutego 1949 w Bytomiu) – polski reżyser i scenarzysta filmowy.
Absolwent Wydziału Ekonomiki Górnictwa AGH w Krakowie oraz Wydziału Reżyserii PWSFTviT w Łodzi. Laureat Nagrody za scenariusz filmu Toccata na Festiwalu Polskich Filmów Fabularnych w Gdańsku w 1984.

## Filmografia
filmy fabularne (scenariusz i reżyseria):
- Toccata (1983)

filmy dokumentalne (scenariusz i reżyseria):
- Nasz Chochołów (1996)
- Pokuta pułkownika (1997)
- Kochanek Terpsychory (1998)
- Nie zabijajcie delfinów (1999)
- Z Kazachstanu do Polski (1999)